# Лиходей, Михаил Александрович
Михаи́л Алекса́ндрович Лиходе́й (8 июля 1952 — 10 ноября 1994) — подполковник Советской Армии, участник Афганской войны, председатель Российского фонда инвалидов войны в Афганистане.

## Биография

Могила Лиходея на Котляковском кладбище Москвы

Михаил Александрович Лиходей родился 8 июля 1952 года в городе Костино (ныне — в черте города Королёва Московской области). Окончил среднюю школу. В 1969 году Лиходей был призван на службу в Советскую Армию. В 1973 году окончил Костромское высшее военное командное училище химической защиты  (ныне объединено с Военной академией радиационной, химической и биологической защиты и инженерных войск имени Маршала Советского Союза С. К. Тимошенко), после чего служил в частях Забайкальского военного округа, Группы советских войск в Германии, Белорусском военном округе.
С 1985 по 1986 годы майор Лиходей проходил службу в должности Начальника химической службы 1415-го зенитного ракетного полка 108-й мотострелковой дивизии в составе ограниченного контингента советских войск в Афганистане. 
Активно участвовал в боевых операциях, во время одной из которых 1 сентября 1986 года подорвался на мине, лишился ноги и глаза. Согласно другим данным 1415-й зенитный ракетный полк в силу специфики своего предназначения никогда не участвовал в боевых действиях и не имел зоны ответственности.
После излечения продолжал службу в Советской Армии, служил в одном из районных военных комиссариатов Москвы. Был уволен в запас в звании подполковника. С 1990 года руководил патриотическим объединением инвалидов войны в Афганистане и воинов-интернационалистов «Панджшер». Был одним из основателей Российского фонда инвалидов войны в Афганистане, начавшего свою работу 18 мая 1991 года.
Когда в августе 1994 года руководитель Российского фонда инвалидов войны в Афганистане Валерий Радчиков был обвинён в растрате средств вверенного ему учреждения и смещён со своего поста, Лиходей был избран новым председателем. Одним из первых его шагов на посту председателя фонда стали попытки привлечь внимание правоохранительных органов и общественности к деятельности прежнего руководства во главе с Радчиковым, легализовывавших преступные доходы через фонд.
10 ноября 1994 года Лиходей погиб в результате взрыва бомбы в подъезде собственного дома, вместе с ним погиб его охранник В. Н. Нурин. Похоронен на Котляковском кладбище Москвы. Два года спустя, 10 ноября 1996 года, во время поминальных мероприятий на могиле Лиходея произошёл взрыв бомбы, что привело к гибели 14 человек и ранениям ещё 26. Среди погибших была вдова Лиходея, Елена Краснолуцкая, финансовый директор фонда. 
Напротив могилы установлены памятники воинам, погибшим в Афганистане, и погибшим в результате взрыва 1996 года.
В 1997 году был арестован убийца Лиходея Александр Хинц, в 2004 году суд приговорил его к 15 годам лишения свободы.

## Награды
Лиходей был награждён орденом Красной Звезды и рядом медалей.

## Память
Имя Лиходея присвоено Центру восстановительной терапии, там же ему установлен бюст.